# Ray Loriga
Jorge Loriga Torrenova, más conocido como Ray Loriga (Madrid, 5 de marzo de 1967) es un escritor, guionista y director de cine español que se identifica con el realismo sucio español.

## Biografía
Es hijo del ilustrador José Antonio Loriga y de la actriz de doblaje Mari Luz Torrenova.
Tras trabajar en diversos oficios y publicar relatos en diferentes publicaciones como Underground o El canto de la tripulación, debutó en 1992 con su novela Lo peor de todo. Ésta tuvo gran éxito de público y crítica y fue publicada en toda Europa, como ejemplo de la literatura de la llamada Generación X, término que al autor le ha resultado siempre más que dudoso.
Su novela Héroes, inspirada en el rock y cuyo título procede de un disco de David Bowie, le acercó estéticamente a la Beat Generation, sobre todo a autores como Carver, Kerouac y Bukowski.
Muy relacionado con el cine, debutó como director en 1997 con La pistola de mi hermano, adaptación de su novela Caídos del cielo y en la que además de su entonces pareja sentimental, la cantautora Christina Rosenvinge, aparecían Daniel González, Viggo Mortensen, Karra Elejalde y Nico Bidasolo. En 2006 rodó Teresa, el cuerpo de Cristo, que aborda la vida de Teresa de Jesús, interpretada por Paz Vega, junto a Leonor Watling, Geraldine Chaplin, José Luis Gómez y Eusebio Poncela.
En 1997, colaboró en el guion de la película de Pedro Almodóvar, Carne trémula. Asimismo escribió en 2004 el guion de la película El séptimo día de Carlos Saura y en 2005 escribió el guion de Ausentes, de Daniel Calparsoro, junto a Elio Quiroga y el propio director.
Diez años después se editó la continuación de Días extraños, bajo el nombre de Días aún más extraños, un libro compuesto por varios artículos, una carta a Rodrigo Fresán y un par de relatos.
En 2008 publicó Ya sólo habla de amor y al año siguiente Los oficiales y El destino de Cordelia (relatos, El Aleph). En 2011 lanzó la novela juvenil El bebedor de lágrimas, primera de una saga de Alfaguara, la cual, según declaró públicamente, escribió "porque necesitaba dinero".
Obtuvo el Premio Alfaguara de Novela 2017 por Rendición.

## Obra

### Novela
- Lo peor de todo (1992)
- Héroes (1993)
- Caídos del cielo (1995)
- Tokio ya no nos quiere (1999)
- Trífero (2000)
- Ya solo habla de amor (2008)
- Sombrero y Mississippi (2010)
- El bebedor de lágrimas (2011)
- Za Za, emperador de Ibiza (2014)
- Rendición (2017)
- Sábado, domingo (2019)
- Cualquier verano es un final (2023)
- Tim (2025)

### Relatos
- Días extraños (1994)
- El hombre que inventó Manhattan (2004)
- Días aún más extraños (2007)
- Los oficiales y El destino de Cordelia (2009)

### Guion cinematográfico
- La pistola de mi hermano (1997)
- Carne trémula (1997)
- Todos los aviones del mundo (2001)
- El séptimo día (2004)
- Ausentes (2005)
- Teresa, el cuerpo de Cristo (2007)
- La mujer del anarquista (2008)
- Vernon Walks (2016), cortometraje[4]
- Born To be King (2019)[5]
- Picasso y el Guernica (2021)[5]

### Cuento infantil
- Los indios no hacen ruido (2006)